# Distrito de Commercy
El distrito de Commercy es un distrito (en francés arrondissement) de Francia, que se localiza en el département Mosa (en francés Meuse), de la région Lorena. Cuenta con 7 cantones y 136 comunas.
La capital de un departamento se llama subprefectura (sous-préfecture). Cuando un departamento contiene la prefectura (capital) del departamento, esa prefectura es la capital del distrito, y se comporta tanto como una prefectura como una subprefectura.

## División territorial

### Cantones
Los cantones del distrito de Commercy son:
1. Commercy
2. Gondrecourt-le-Château
3. Pierrefitte-sur-Aire
4. Saint-Mihiel
5. Vaucouleurs
6. Vigneulles-lès-Hattonchâtel
7. Void-Vacon

### Comunas
| 1. Abainville (55001)                     | 2. Amanty (55005)                        | 3. Apremont-la-Forêt (55012)         | 4. Badonvilliers-Gérauvilliers (55026)   |
| 5. Bannoncourt (55027)                    | 6. Baudignécourt (55030)                 | 7. Baudrémont (55032)                | 8. Belrain (55044)                       |
| 9. Beney-en-Woëvre (55046)                | 10. Bislée (55054)                       | 11. Boncourt-sur-Meuse (55058)       | 12. Bonnet (55059)                       |
| 13. Bouconville-sur-Madt (55062)          | 14. Bouquemont (55064)                   | 15. Boviolles (55067)                | 16. Bovée-sur-Barboure (55066)           |
| 17. Brixey-aux-Chanoines (55080)          | 18. Broussey-Raulecourt (55085)          | 19. Broussey-en-Blois (55084)        | 20. Burey-en-Vaux (55088)                |
| 21. Burey-la-Côte (55089)                 | 22. Buxières-sous-les-Côtes (55093)      | 23. Chaillon (55096)                 | 24. Chalaines (55097)                    |
| 25. Champougny (55100)                    | 26. Chassey-Beaupré (55104)              | 27. Chauvoncourt (55111)             | 28. Chonville-Malaumont (55114)          |
| 29. Commercy (55122)                      | 30. Courcelles-en-Barrois (55127)        | 31. Courouvre (55129)                | 32. Cousances-lès-Triconville (55518)    |
| 33. Dagonville (55141)                    | 34. Dainville-Bertheléville (55142)      | 35. Delouze-Rosières (55148)         | 36. Demange-aux-Eaux (55150)             |
| 37. Dompcevrin (55159)                    | 38. Dompierre-aux-Bois (55160)           | 39. Erneville-aux-Bois (55179)       | 40. Euville (55184)                      |
| 41. Fresnes-au-Mont (55197)               | 42. Frémeréville-sous-les-Côtes (55196)  | 43. Geville (55258)                  | 44. Gimécourt (55210)                    |
| 45. Girauvoisin (55212)                   | 46. Gondrecourt-le-Château (55215)       | 47. Goussaincourt (55217)            | 48. Grimaucourt-près-Sampigny (55220)    |
| 49. Han-sur-Meuse (55229)                 | 50. Heudicourt-sous-les-Côtes (55245)    | 51. Horville-en-Ornois (55247)       | 52. Houdelaincourt (55248)               |
| 53. Jonville-en-Woëvre (55256)            | 54. Koeur-la-Grande (55263)              | 55. Koeur-la-Petite (55264)          | 56. Lachaussée (55267)                   |
| 57. Lacroix-sur-Meuse (55268)             | 58. Lahaymeix (55269)                    | 59. Lahayville (55270)               | 60. Lamorville (55274)                   |
| 61. Laneuville-au-Rupt (55278)            | 62. Lavallée (55282)                     | 63. Levoncourt (55289)               | 64. Lignières-sur-Aire (55290)           |
| 65. Longchamps-sur-Aire (55301)           | 66. Loupmont (55303)                     | 67. Lérouville (55288)               | 68. Maizey (55312)                       |
| 69. Marson-sur-Barboure (55322)           | 70. Mauvages (55327)                     | 71. Maxey-sur-Vaise (55328)          | 72. Montbras (55344)                     |
| 73. Montigny-lès-Vaucouleurs (55350)      | 74. Montsec (55353)                      | 75. Mécrin (55329)                   | 76. Méligny-le-Grand (55330)             |
| 77. Méligny-le-Petit (55331)              | 78. Ménil-aux-Bois (55333)               | 79. Ménil-la-Horgne (55334)          | 80. Naives-en-Blois (55368)              |
| 81. Nançois-le-Grand (55371)              | 82. Neuville-en-Verdunois (55380)        | 83. Neuville-lès-Vaucouleurs (55381) | 84. Nicey-sur-Aire (55384)               |
| 85. Nonsard-Lamarche (55386)              | 86. Ourches-sur-Meuse (55396)            | 87. Pagny-la-Blanche-Côte (55397)    | 88. Pagny-sur-Meuse (55398)              |
| 89. Les Paroches (55401)                  | 90. Pierrefitte-sur-Aire (55404)         | 91. Pont-sur-Meuse (55407)           | 92. Rambucourt (55412)                   |
| 93. Ranzières (55415)                     | 94. Reffroy (55421)                      | 95. Richecourt (55431)               | 96. Rigny-Saint-Martin (55434)           |
| 97. Rigny-la-Salle (55433)                | 98. Les Roises (55436)                   | 99. Rouvrois-sur-Meuse (55444)       | 100. Rupt-devant-Saint-Mihiel (55448)    |
| 101. Saint-Aubin-sur-Aire (55454)         | 102. Saint-Germain-sur-Meuse (55456)     | 103. Saint-Joire (55459)             | 104. Saint-Julien-sous-les-Côtes (55460) |
| 105. Saint-Maurice-sous-les-Côtes (55462) | 106. Saint-Mihiel (55463)                | 107. Sampigny (55467)                | 108. Saulvaux (55472)                    |
| 109. Sauvigny (55474)                     | 110. Sauvoy (55475)                      | 111. Sepvigny (55485)                | 112. Seuzey (55487)                      |
| 113. Sorcy-Saint-Martin (55496)           | 114. Taillancourt (55503)                | 115. Thillombois (55506)             | 116. Troussey (55520)                    |
| 117. Troyon (55521)                       | 118. Tréveray (55516)                    | 119. Ugny-sur-Meuse (55522)          | 120. Vadonville (55526)                  |
| 121. Valbois (55530)                      | 122. Varnéville (55528)                  | 123. Vaucouleurs (55533)             | 124. Vaudeville-le-Haut (55534)          |
| 125. Vaux-lès-Palameix (55540)            | 126. Vigneulles-lès-Hattonchâtel (55551) | 127. Vignot (55553)                  | 128. Ville-devant-Belrain (55555)        |
| 129. Villeroy-sur-Méholle (55559)         | 130. Villotte-sur-Aire (55570)           | 131. Void-Vacon (55573)              | 132. Vouthon-Bas (55574)                 |
| 133. Vouthon-Haut (55575)                 | 134. Woimbey (55584)                     | 135. Xivray-et-Marvoisin (55586)     | 136. Épiez-sur-Meuse (55173)             |